# Nati Cano
Natividad "Nati" Cano (Jalisco, México; 23 de julio de 1933 - Fillmore, California, Estados Unidos; 3 de octubre de 2014) fue un mariachi mexicanoestadounidense y exlíder de la banda ganadora de dos Grammy Latinos Mariachi Los Camperos de Nati Cano.
Según Los Angeles Times, Mariachi los Camperos es ampliamente considerado uno de los mejores conjuntos de mariachis de Estados Unidos. En 1990, Cano fue galardonado con una Beca de Patrimonio Nacional otorgado por el National Endowment for the Arts, que es el más alto honor del gobierno de los Estados Unidos en las artes populares y tradicionales.

## Biografía

### Primeros años
Natividad Cano nació en el pueblo de Ahuisculco, Jalisco (México), el 23 de julio de 1933. Esta es la zona de México donde se originó la tradición del mariachi. Los miembros de su familia trabajaban como jornaleros, pero también tocaban mariachi en su tiempo libre. Su abuelo, era un guitarrista autodidacta, y su padre era un músico que tocaba todos los instrumentos de cuerda del mariachi. En 1939, a los seis años aprendió a tocar la vihuela mexicana. Dos años después, se matriculó en la Academia de Música de Guadalajara, donde estudió violín durante seis años.

### Carrera musical
Cano viajó a la ciudad norteña de Mexicali en 1950, donde se unió al Mariachi Chapala y rápidamente se convirtió en su arreglista, aunque era diez años más joven que la mayoría de los integrantes de la banda. Emigró a Los Ángeles (California) en 1960 y se unió al Mariachi Águila. El entonces líder de esa banda, José Frías, murió en un accidente de tránsito. Cano se hizo cargo de la banda como su líder y la rebautizó como Mariachi los Camperos, que significa "Compatriotas". La banda ha tocado en todo Estados Unidos, incluidos lugares emblemáticos como Carnegie Hall, Disney Hall, Lincoln Center, Kennedy Center y el Centro de Artes Escénicas del Condado de Orange. Bajo su mando, Mariachi los Camperos actuó con la cantante Linda Ronstadt en su álbum de 1987, Canciones de mi padre, y su secuela, Mas canciones, lanzado en 1992. Mariachi los Camperos ganó un premio Grammy al Mejor Álbum Regional Mexicano para su álbum de 2008, Amor, Dolor Y Lágrimas.
En 1969, Cano abrió un restaurante, con el nombre de La Fonda, ubicado en Wilshire Boulevard. Había prometido algún día ser dueño de su propio restaurante después de que se le negara el servicio en un restaurante en Texas. La Fonda cerró en 2007, pero reabrió con Los Camperos en marzo de 2016.
A partir de la década de 1980, Cano se centró en orientar a los jóvenes en la tradición del mariachi. Durante casi treinta años, dirigió talleres para jóvenes en todo el suroeste de Estados Unidos. Cano enseñó y dio conferencias sobre etnomusicología en la Universidad de California en Los Ángeles. Renunció como líder de Mariachi los Camperos en la década de 2000 debido al deterioro de su salud, pero continuó actuando con el grupo.

### Muerte
Cano murió de cáncer de colon el 3 de octubre de 2014 a los 81 años de edad, en su casa ubicada en Fillmore (California).

## Premios y honores
- Beca de Patrimonio Nacional: 1990.
- Nominación al premio Grammy 2006 al Mejor Álbum Mexicano / Mexicano-Americano por ¡Llegaron Los Camperos! Conciertos favoritos del Mariachi Los Camperos de Nati Cano.
- Premio Grammy 2009 al Mejor Álbum Regional Mexicano por Amor, Dolor Y Lágrimas: Música Ranchera (Mariachi los Camperos).
- Nominación al premio Grammy 2016 al Mejor Álbum de Música Regional Mexicana (incluido Tejano) por Tradición, Arte Y Pasión (Mariachi los Camperos).[8]